# Ameerega bassleri
Ameerega bassleri е вид жаба от семейство Дърволази (Dendrobatidae). Видът е почти застрашен от изчезване.

## Разпространение
Разпространен е в Перу.

## Описание
Популацията на вида е стабилна.